# Teleskop (ryba)

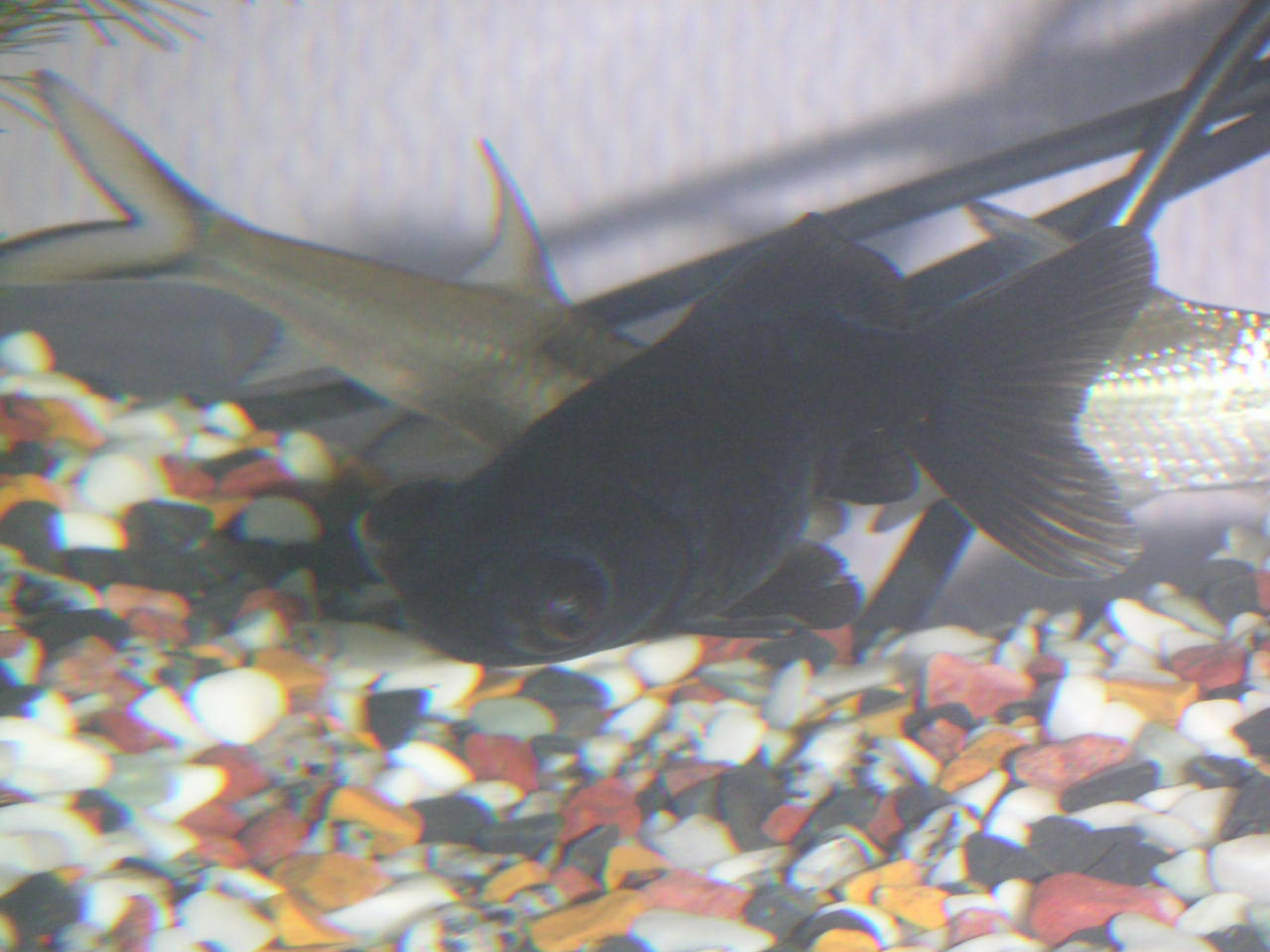

Teleskop – odmiana hodowlana chińskiej populacji złotej rybki wywodzącej się od jednego z podgatunków karasia złocistego – Carassius auratus auratus, w hodowli akwarystycznej popularnie zwanymi welonami. Była jedną z pierwszych odmian złotej rybki sprowadzonej i hodowanej w Europie.

## Opis
Ciało krótkie, owalne, o długich płetwach, wyglądem zbliżone do welona, płetwa grzbietowa duża i wyprostowana. Charakterystyczną cechą tej odmiany są duże, dobrze wykształcone i wyłupiaste oczy. Ze względu na ich kształt wyróżnia się oczy: jajowate, kuliste, pierścieniowato-kuliste, pierściemowato-stożkowate, sferoidalne, bocznie stożkowato-ścięte oraz stożkowato-ścięte w kierunku do przodu. Oczy o takich kształtach pojawiają się dość wcześnie, po ok. 60 dniach od wyklucia z ikry.
Ubarwienie różne z wyjątkiem koloru zielonego. Spośród wszystkich odmian barw największą i najbardziej pożądaną barwą jest kolor czarny. Najbardziej cenioną odmianą jest teleskop o czarnej, aksamitnej barwie.
Do grupy teleskopów zaliczają się również inne odmiany złotych rybek: teleskop kogutek, teleskop oranda. W grupie tej występują odmiany o ogonie weloniastym (welenoteleskopy) i o ogonie rozdwojonym na kształt ogona jaskółki.

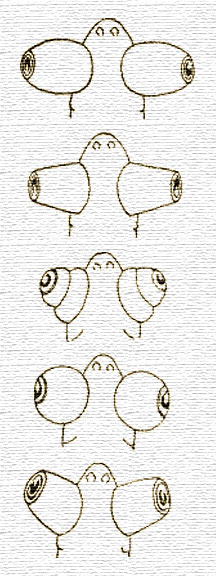
Kształt oczu złotej rybki, odmiany teleskop

## Typy[2]
W hodowli akwarystycznej można wyróżnić 3 typy teleskopów:
- typ 1 - teleskop-oranda, niekiedy bywa nazywany "smoczą głową". Posiada ciało i płetwy tak jak w przypadku teleskopa, z dużą naroślą pomiędzy dużymi oczami. Spotykane barwy: pomarańczowa i czerwona, niekiedy mogą zdarzyć się również inne.
- typ 2 - teleskop-kogutek. Ciało i płetwy podobne do teleskopa. Ubarwienie pomarańczowe, czerwone lub biało-czerwone.
- typ 3 - teleskop-kogutek z odwróconymi pokrywami skrzelowymi. Ciało i płetwy tak jak u teleskopa właściwego. Odwrócone pokrywy skrzelowe przypominają swym wyglądem pofałdowany kołnierz noszony dawniej przez ludzi. Ubarwienie tego typu jest czerwień oraz dwukolor czerwień i biel

## Warunki hodowlane
| Zalecane warunki w akwarium | Zalecane warunki w akwarium                     |
| --------------------------- | ----------------------------------------------- |
| zbiornik                    | duży (min. 100 l)                               |
| temperatura                 | 18-24°C                                         |
| twardość wody               | 8-12°n                                          |
| skala pH                    | 6,5-7                                           |
| pokarm                      | żywy (dafnia, wioślarki), skrobane mięso wołowe |

## Pokarm
Rurecznik nie jest wskazany w przypadku hodowli drogich, bardzo szlachetnych odmian.

## Galeria

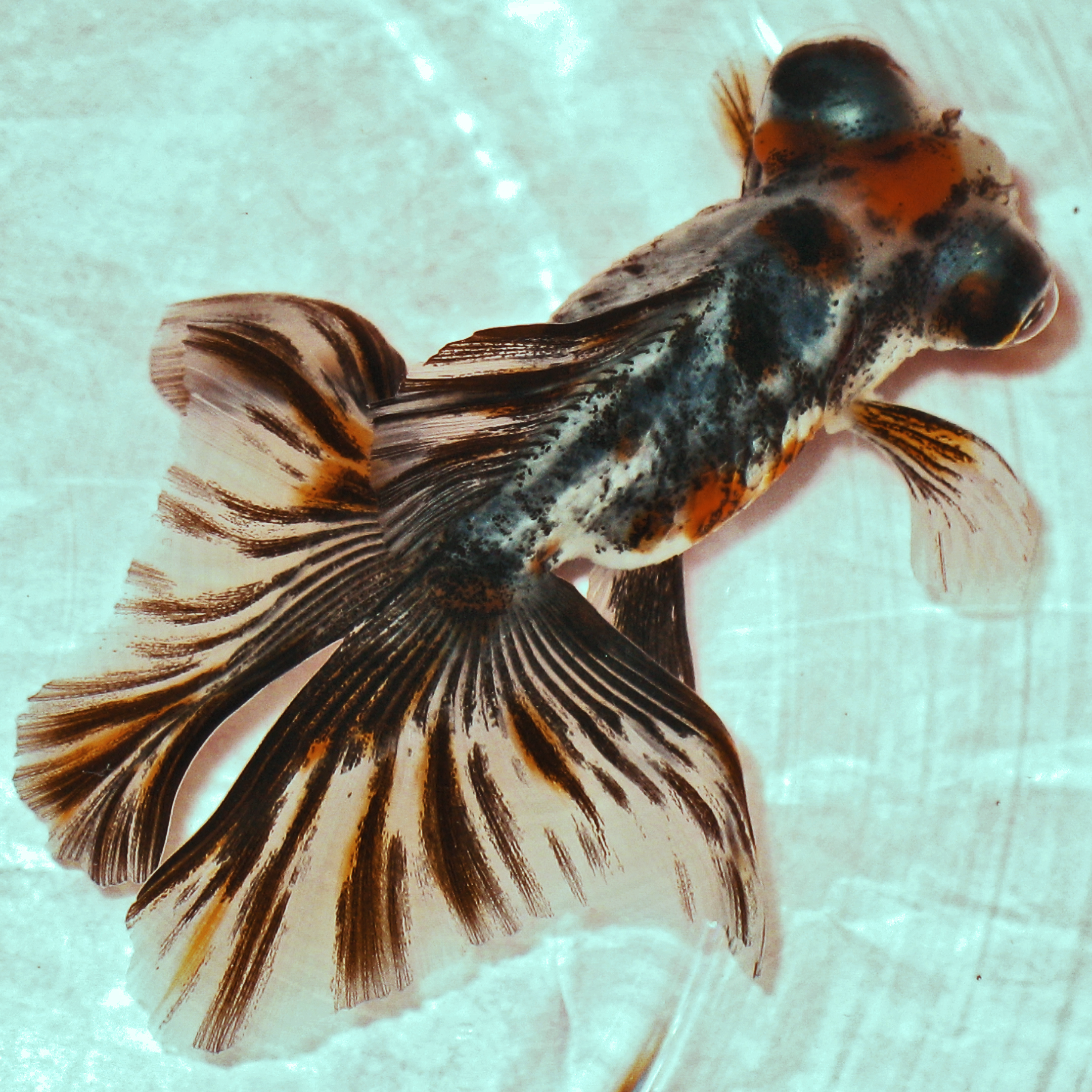
widok z góry
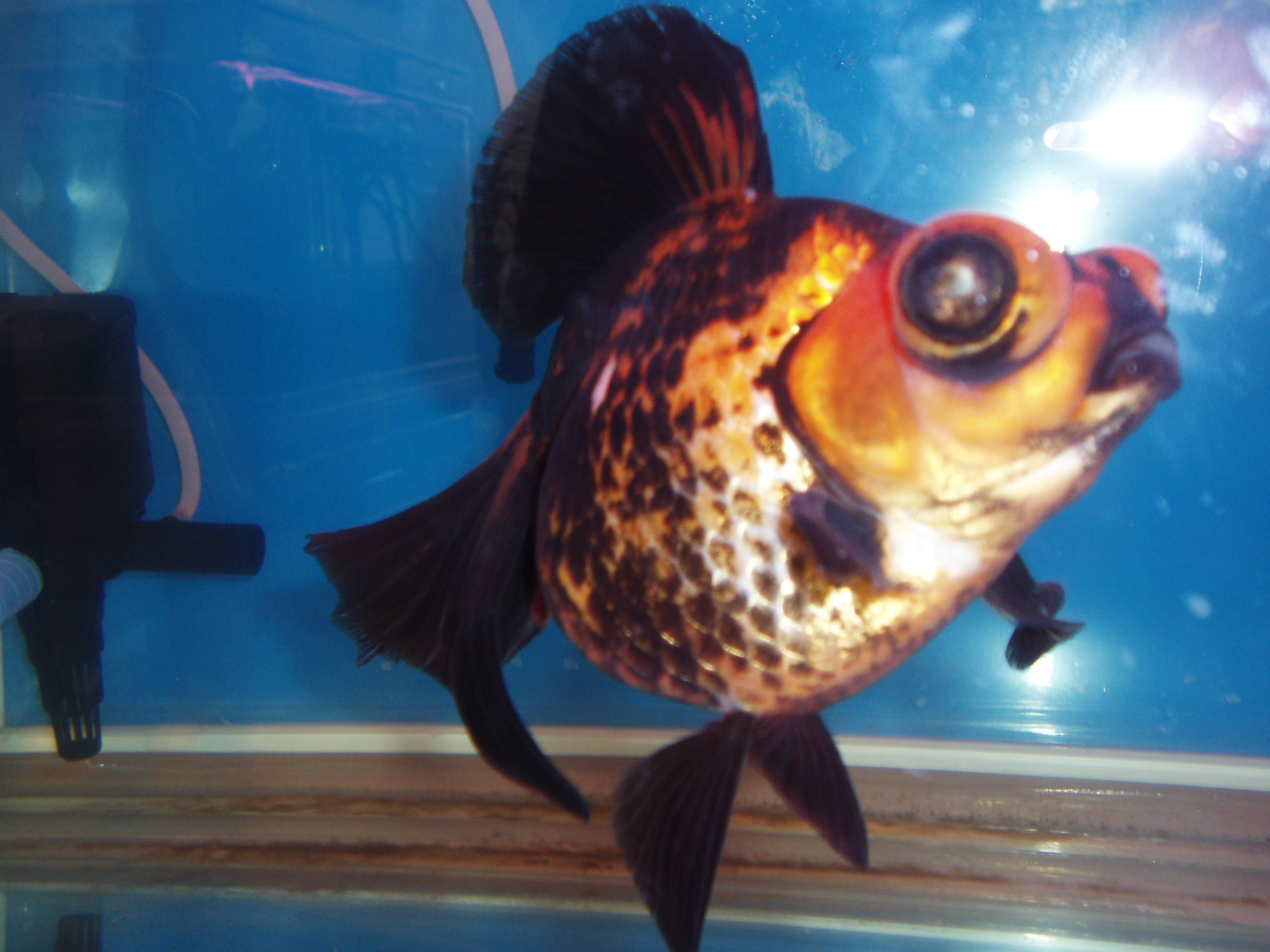